# ورم حبيبي يوزيني
الورم الحبيبي اليوزيني (بالإنجليزية: Eosinophilic granuloma)‏ هو شكل من الخلايا اللانغرهانسية كثيرة المنسجات الخلايا اللانغرهانسية كثيرة المنسجات، وهو مرض يصيب الإنسان والحيوان، وفي بعض الأحيان يعود نمط التفاعل إلى قرحة القوارض.
الورم الحبيبي الحلقي القطي وهو تركيب مرادف لأمراض ورم الجلد الحبيبي الحلقي يصنف هذا المرض ليكون من انماط التفاعل الجلدية والذي بإمكانه أن يظهر كداعم للالتهابات والحساسية والطفيليات الخارجية أو علة مجهولة السبب.
هذا النوع من التفاعل منتشر في الأمراض الالتهابية للقطط له القدرة على أن يكون نمط وراثي في بعض القطط المحلية.

## الأعراض

### في القطط
الورم الحبيبي الحلقي له نمط أو أكثر من الأنماط الأربعة لأمراض الجلد.
أكثر الأشكال الشائعة للمرض يكون لويحي يوزيني وهو عبارة عن طفح جلدي يثير اللون الأحمر إلى اللون السلموني ومسطحة القمة. تنتشر الانتفاخات أو الأورام الرطبة على سطح الجلد أشهر الأماكن هي البطن والفخد الداخلية.
شكل آخر من أشكاله هو قرحة الشفاه وهو غير مؤلم تتشكل على الشفة العلوية القريبة من الناب العلوي قرحة عميقة مع رفع وتضخم الحواف وتتواجد في كل الجهتين على الشفة العلوية.
الشكل الثالث من أشكاله هو الورم الحبيبي الحلقي الحال للكولاجين هو انتفاخ ثابت وممكن أن يتقرح، وممكن أن يلحق الضرر بالجلد وخاصة بالوجه والفم أو على الأقدام أو ممكن أن تكون مسطحة القمة طولية تثير تساقط الشعر خلف مؤخرة الساق والذي يدعى الورم الحبيبي الحلقي الطولي.
الشكل الأقل شيوعاً الإتهاب اليوزيني اللانموذجي يتفرد بأن مسببه بعوضة تسبب حساسية حادة ويتشكل الضرر على أجزاء الجسم التي تحمل أقل شعر والتي تعد أماكن سهلة لتغذية البعوض وهي قصبة الأنف والقمة الخارجية للأذن والجلد حول وسادة القدم. ويأتي الضرر على هيئة كدمات حمراء وقرحات عميقة وقشور.

### في الإنسان
الورم الحبيبي الحلقي في الإنسان يصنف تحت قائمة كثرة المنسجات الحميدة وتحدث عند المراهقين والبالغين الشباب
سريرياً، آفات التحللي وحيد البؤرة نجدها في العظام مثل الجمجمة في الضلوع وعظم الفخد، وتسبب العديد من آلآم العظام والخصائص الممرضة.

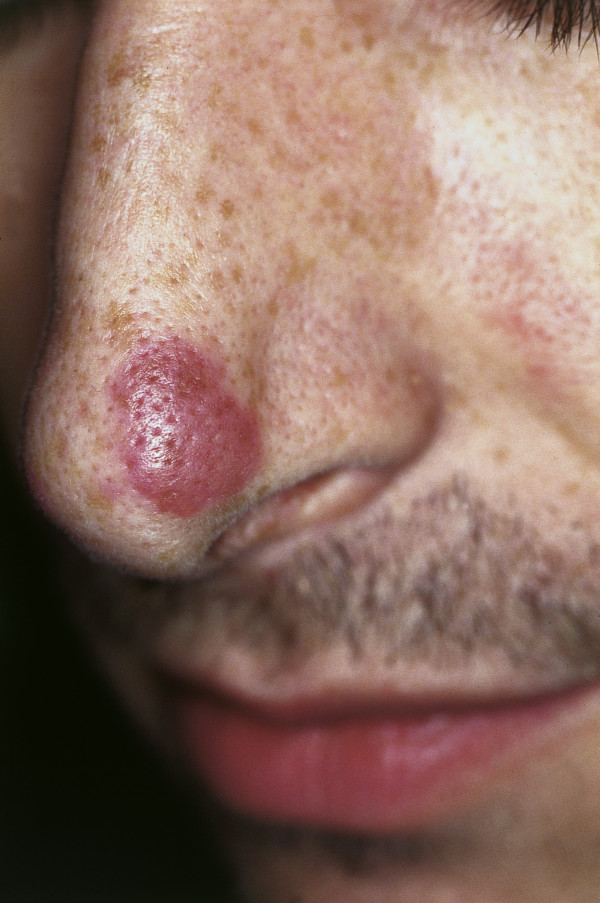

## المسببات
جانباً من حساسية البعوض، القطط المصابة بالتورم الحبيبي الحلقي عادة ما تتحسس، الغزو من قبل طفيل خارجي أو الثعلبة أو التهابات جلدية أخرى، مسببات أخرى تتضمن الجروح المدمرة، أمراض المناعة الذاتية أو اللوكيميا.

## العلاج
الأساس من الإدارة هو ايجاد وتصحيح الأسباب الكامنة، عادة القطط المصابة بالتورم الحبيبي الحلقي تستجيب للعلاج مع الستيرويدات القشرية أو السيكلوسبورين.